# Canto del arpista
El Canto del arpista es un poema 
egipcio datado en el Siglo XXI a. C. a finales del Primer periodo intermedio. Se ha conservado en la capilla funeraria del faraón Intef (siglo XVI a. C.), y recibe su nombre por estar escrito junto a la imagen de un arpista. Posiblemente fuese una de las muchas coplas que se cantaban en los banquetes, costumbre que perduró a lo largo de los siglos, como atestiguó Heródoto tras su visita a Egipto.
Es el texto más antiguo conocido de un género de composiciones, conservadas en las tumbas, estelas y papiros, que se interpretaban con acompañamiento musical en banquetes y fiestas, incluidos los banquetes funerarios.

## Descripción
Se trata de una obra sobre la muerte y la Duat, tratadas de una manera pesimista que contradice las creencias religiosas de la época. «Nadie viene de allá para decir lo que es de ellos», asegura con escepticismo, y propone vivir una vida cómoda y tranquila: la vida es corta, hay que disfrutarla. El autor muestra desesperanza además de descreimiento, desesperanza que se mostró en más escritos de la época, cuando Egipto vivía momentos de crisis. Sin embargo es único el hedonismo que predica, y resulta insólito que el faraón permitiera que se inscribiera en su tumba un texto que niega la vida eterna.
La canción del arpista fue rebatida en una tumba tebana del Imperio Nuevo: «Yo he oído aquellas canciones que están en las tumbas de otros tiempos y las cuales hablan magnificando la existencia en la tierra y despreciando el país de los muertos. ¿Pero por qué hacer así en los resguardos del país de la eternidad, justo, correcto y privado de terror?»

Este es el testamento del excelente soberano de destino maravilloso:

Las generaciones se desvanecen y desaparecen, otras ocupan su lugar en el tiempo de los ancestros.

Los dioses que vivieron antaño reposan en sus pirámides.

Los nobles y los bienaventurados están enterrados en sus tumbas.
 Habían construido casas cuyo emplazamiento no existe ya.

¿Qué ha sido también de ellos?

He oído las palabras de Imhotep y de Hardedef que se citan en proverbios y han sobrevivido a todo.

¿Qué ha sucedido con sus posesiones?

Sus muros se han desplomado, sus dignidades han desaparecido como si no hubieran existido nunca.

Ninguno vuelve de allá abajo que nos cuente cuál es su suerte, que nos cuente lo que necesitan, y tranquilice nuestro corazón hasta que nosotros lleguemos a ese lugar donde ellos ya han llegado.

Que tu corazón, pues se apacigüe. El olvido te es favorable.

Obedece a tu espíritu por tanto tiempo como te sea posible.

Unge tu frente con mirra, vístete con lino fino, perfúmate con las maravillas verdaderas que forman parte de la ofrenda divina.

Aumenta tu contento para que tu corazón no languidezca.

Sigue tu deseo y tu felicidad, colma tu destino sobre la tierra.

No expongas tu corazón a la inquietud hasta el día en que te alcance la lamentación fúnebre.

Aquel cuyo corazón está hastiado no oye su grito. Y su grito no salva a nadie de la tumba.

Haz, pues, del día una fiesta, y no te sientas harto.

Mira, nadie lleva consigo sus bienes.

Mira, ninguno vuelve de los que se han ido.

Otra traducción:

Una generación pasa y otra perdura

Desde el tiempo de los antepasados.

Los dioses que se han manifestado en otros tiempos

Descansan en sus pirámides.

Los nobles espíritus, igualmente,

Están sepultados en sus tumbas.

Los que han construido edificios

Cuyos emplazamientos ya no existen,

¿Qué ha sido de ellos?

[...]

¿Dónde están sus tumbas?

Sus muros han caído,

Ya no existen sus tumbas.

Es como si nunca hubieran existido.

No hay difuntos que vuelvan del más allá

Y que cuenten su estado

Y que cuenten sus cuitas

Y que aplaquen nuestro corazón

Hasta que nosotros lleguemos

Al lugar donde ellos han ido.

[...]

¡Alegra, pues, tu corazón!

[...]

Pon mirra sobre tu cabeza,

Vístete de finos ropajes

Perfúmate con perfúmenes exóticos, propios de un dios.

Multiplica tus placeres.

[...]

Transcurre feliz el día y no desfallezcas.

Mira, nadie se ha llevado sus cosas consigo;

Mira, nadie ha regresado jamás.